# XpressMusic
XpressMusic — линейка мобильных телефонов компании Nokia, ориентированных на использование в качестве аудиоплеера. В серии XpressMusic выходили как простые телефоны на базе Series 40, так и смартфоны на базе S60 и S90. В настоящее время бренд используется компанией HMD Global, под ним выпускаются телефоны с прошивкой Series 30+.

## История
Рыночный сегмент телефонов-плееров начал формироваться во второй половине 2000-х годов.
«Музыкальные» телефоны с улучшенными аудиохарактеристиками выпускались компанией Nokia ещё до появления серии XpressMusic.
В 2005 году Nokia анонсировала новую линейку NSeries, в которой должны были выпускаться дорогие мультимедийные устройства. Первыми аппаратами NSeries стали смартфоны Nokia N70, Nokia N90 и Nokia N91. Поступивший в продажу в 2006 году смартфон Nokia N91 позиционировался как музыкальный и в этой роли был довольно успешен.
Nokia N91 был флагманом продуктовой линейки Nokia, то есть наиболее дорогим и функциональным аппаратом линейки; и оставался им до появления в продаже Nokia N92.
Аппарат был оборудован выделенным процессором для обработки звука, встроенным жёстким диском, специальными кнопками для управления плеером и блокировки клавиатуры. Кроме того, N91 позволял подключать любые наушники со стандартным 3,5 мм штекером, что в 2005-2006 годах было большой редкостью.
Специалисты, тестировавшие N91, отмечали что по качеству звука он превосходит любые другие телефоны и стоит вровень со специализированными плеерами, превосходя даже некоторые из них. Существует мнение, что телефоны последующих поколений (2007-2008 годов выпуска), в том числе производства самой Nokia, так и не превзошли N91 по качеству и мощности звука.
Некоторые другие смартфоны NSeries выпускались в версиях «Music Edition», то есть «музыкальное издание». В большинстве случаев разница между обычной версией заключалась в цвете корпуса и комплекте поставки, в который добавлялась карта памяти большего объёма и более качественные наушники-вкладыши.
Позднее появилась модель Nokia 3250, ставшая одним из наиболее доступных смартфонов своего времени. Модель позиционировалась на молодёжную аудиторию, среди её мультимедийных возможностей подчёркивались музыкальные. 
В 2006 году на смену Music Editions пришла серия XpressMusic.
27 сентября 2006 состоялось мероприятие Nokia Open Studio, на котором была представлена марка XpressMusic, под которой впредь должны были выходить все музыкально-ориентированные продукты Nokia. Первыми аппаратами серии стали Nokia 5200, Nokia 5300 XpressMusic и Nokia 3250 XpressMusic.
Nokia 5200 была упрощённой версией Nokia 5300 XpressMusic и формально не входила в это семейство.
Nokia 3250 XpressMusic была той же Nokia 3250, для которой стали доступны новые цвета корпуса.
Параллельно серии XpressMusic развивалась линейка более дорогих продуктов NSeries, в которой выходили смартфоны или, по классификации Nokia, «мультимедийные компьютеры», которые в дополнение к музыкальным имели и других улучшенные функции.
В сентябре 2009 году было объявлено, что в дополнение к уже существующим NSeries и ESeries Nokia будет выпускать линейку XSeries, которая, в итоге, заменила XpressMusic.

## Ключевые характеристики
Музыку в цифровых форматах (например, MP3 и WMA) можно воспроизводить не только на "музыкальных" телефонах. Большинство аппаратов среднего и высокого ценового сегмента позволяют проигрывать музыку. Однако телефоны музыкальных серий, таких как Nokia XpressMusic или Sony Ericsson Walkman имеют ряд отличий. Конкретные характеристики зависят от модели, но среди наиболее характерных:
- Позиционирование в качестве музыкальных через рекламу, оформление упаковки, дизайн
- Выделенные клавиши для управления плеером
- Возможность подключения не только комплектных, но и любых других наушников
- Продолжительное время работы в режиме аудиоплеера
- Улучшенное качество звука
- Улучшенное программное обеспечение
- Громкие динамики

## Телефоны линейки

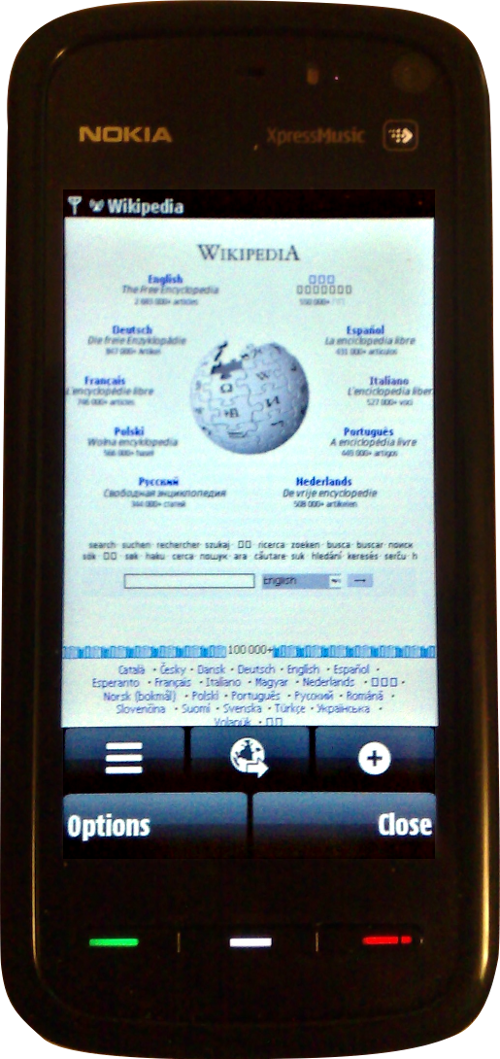
Nokia 5800

- Nokia 3250
- Nokia 5130
- Nokia 5220
- Nokia 5228
- Nokia 5230
- Nokia 5250
- Nokia 5300
- Nokia 5310
- Nokia 5320
- Nokia 5330
- Nokia 5530
- Nokia 5610
- Nokia 5630
- Nokia 5700
- Nokia 5730
- Nokia 5800
- Nokia X1-00
- Nokia X1-01
- Nokia X2-00
- Nokia X2-01
- Nokia X2-02
- Nokia X2-03
- Nokia X2-05
- Nokia X3-00
- Nokia X3-01
- Nokia X3-02
- Nokia X5-00
- Nokia X6-00
- Nokia X6-01